# بل دو زیلان
ایزابل د کاریه، شناخته شده با نام بل دو زیلان (به فرانسوی: Belle de Zuylen) نویسنده قرن هجدهم میلادی اهل فرانسه است.